# 天堂椒
非洲豆蔻，又稱椒蔻、畿內亞胡椒、天堂椒、樂園籽、梅萊蓋塔胡椒，是薑科多年生草本植物。原產非洲西部沿海沼澤。開紫色、喇叭狀花，結5~7公分長豆莢，內藏紅棕色種子。有胡椒味，也因為成為早期胡椒的替代品。目前僅常見於非洲地區的內部消費。

## 外部連結
- Katzer spice site （页面存档备份，存于）

Template:Transient receptor potential channel modulators